# Magnesiohögbomita-6N6S
La magnesiohögbomita-6N6S és un mineral de la classe dels òxids. Nom atorgat en honor d'Arvid Gustav Högbom (1857-1940), geòleg suec de la Universitat d'Uppsala, i per l'estructura cristal·lina. (S= Espinel, N= Capes Nolanita). Anomenat així, també, com un mineral dominant del grup Mg Högbomita i la 6N6S polisoma.

## Classificació
La magnesiohögbomita-6N6S es troba classificada en el grup 4.CB.20 segons la classificació de Nickel-Strunz (4 per a Òxids (hidròxids, V [5,6] vanadats, arsenits, antimonurs, bismutits, sulfits, selenits, telurits, iodats); C per a Metall: Oxigen= 2:3,3:5, i similars i B per a Amb cations mitjans; el nombre 20 correspon a la posició del mineral dins del grup).

## Característiques
La magnesiohögbomita-6N6S és un òxid de fórmula química [(Mg,Fe2+)₃(Al,Ti,Fe3+)₈O15(OH)]₆. Cristal·litza en el sistema trigonal.

## Formació i jaciments
S'ha descrit a l'Amèrica del Nord i a Àfrica. Sol trobar-se en dipòsits de mineral de ferro motamorfosats.